# Гончанский сельсовет
Гончанский сельсовет — упразднённая административная единица на территории Кличевского района Могилёвской области Белоруссии. В 2011 году сельсовет был упразднён, его населённые пункты вошли в состав Потокского сельсовета.

## Состав
Включал 12 населённых пунктов:
- Бобовка — деревня.
- Борки — деревня.
- Гонча — деревня.
- Гончанский — посёлок.
- Драни — деревня.
- Железная Боровина — деревня.
- Межное — деревня.
- Подстружье — деревня.
- Роги — деревня.
- Точище — деревня.
- Уболотье — деревня.
- Хрелево — деревня.

Упразднённые населённые пункты на территории сельсовета:
- Александровка — деревня.
- Жердище — деревня упразднена в 2011 году[2].
- Малинье — деревня.
- Симоновка — деревня.
- Свекрово — деревня.